# Siegfried Koesler

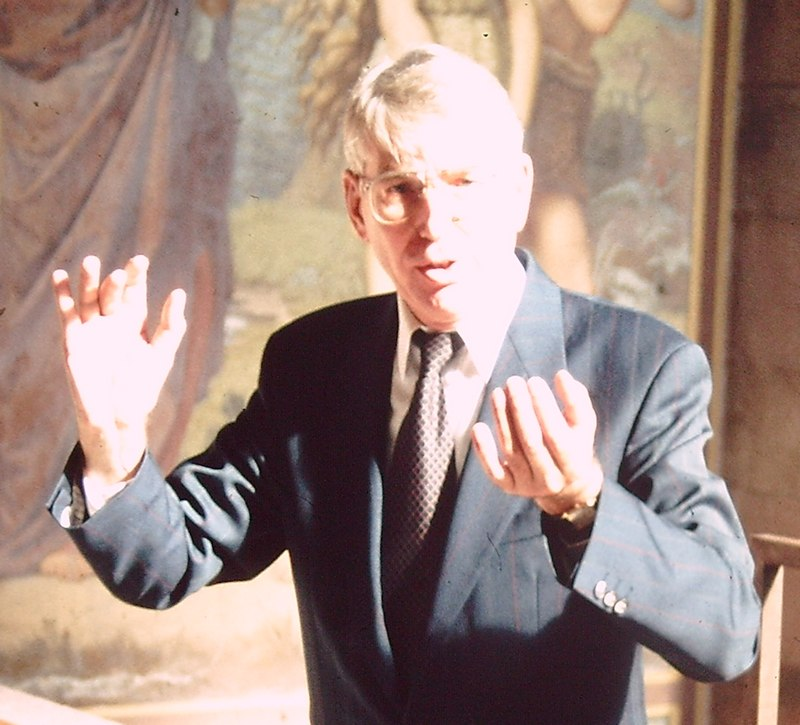
Siegfried Koesler

Siegfried Koesler (* 12. Dezember 1937 in Nagold; † 1. Dezember 2012 in Würzburg) war ein deutscher Kirchenmusiker. Er war von 1971 bis 2002 Domkapellmeister am Würzburger Kiliansdom.

## Leben
Er studierte in Aix-en-Provence, Freiburg und Tübingen Musikwissenschaft, Chorleitung, Kunstgeschichte, Archäologie und Geschichte.
Von 1960 bis 1970 leitete er die „Rottweiler Münstersängerknaben“ in Rottweil im Schwarzwald. Von Januar 1971 bis 2002 war er Domkapellmeister in Würzburg. Er leitete den Domchor (Damen und Herren), die Würzburger Domsingknaben und das Domorchester. 1971 gründete er die „Mädchenkantorei am Würzburger Dom“, der damals der erste Mädchenchor einer deutschen Kathedralkirche war.
Neben der Gestaltung der Gottesdienste und verschiedener Konzerte im Dom gab es unter seiner Leitung regelmäßig auch Auftritte der Chöre in anderen Kirchen Würzburgs, in anderen Städten in ganz Deutschland und auch internationale Konzertreisen. Verschiedene Schallplatten-, CD-, Rundfunk- und Fernsehaufnahmen runden das künstlerische Werk ab. Koesler konzertierte in vielen europäischen Ländern, den USA und Australien.
Gemeinsam mit Bertold Hummel und Erwin Horn initiierte er 1993 das Würzburger Brucknerfest, das alle drei Jahre stattfindet.
Koesler war Honorarprofessor an der Hochschule für Musik Würzburg für Gregorianik, Liturgiegesang, Liturgik und Kirchenmusikgeschichte.
Siegfried Koesler war von 1984 bis 1992 Präsident des internationalen Chorverbandes Pueri Cantores, den er seit 1961 unterstützte. Unter seiner Leitung fand 1970 das Internationale Chortreffen von Pueri Cantores in Würzburg mit über 5000 Sängern aus 14 Ländern statt.
Im Oktober 2002 übergab er sein Amt an Martin Berger. Er verstarb am 1. Dezember 2012 nach kurzer, schwerer Krankheit in Würzburg.

## Ehrungen
- Kulturpreis der Stadt Würzburg (1986)
- Europäischer Preis „Cesare d’oro“ (1993)
- Bundesverdienstkreuz am Bande (22. Juli 1997)
- Vatikanischer Gregoriusorden (1998)
- Sankt-Bruno-Medaille des Bistums Würzburg (2001)
- Orlando di Lasso-Medaille des Allgemeinen Cäcilienverbandes (2002)